# Сент-Френсісвілл (Міссурі)
Сент-Френсісвілл (англ. St. Francisville) — переписна місцевість (CDP) в США, в окрузі Кларк штату Міссурі. Населення — 137 осіб (2020).

## Географія
Сент-Френсісвілл розташований за координатами 40°26′32″ пн. ш. 91°34′34″ зх. д. / 40.44222° пн. ш. 91.57611° зх. д. (40.442284, -91.576057).  За даними Бюро перепису населення США в 2010 році переписна місцевість мала площу 5,18 км², з яких 4,99 км² — суходіл та 0,19 км² — водойми.

## Демографія
Згідно з переписом 2010 року, у переписній місцевості мешкало 179 осіб у 70 домогосподарствах у складі 47 родин. Густота населення становила 35 осіб/км².  Було 84 помешкання (16/км²).
Расовий склад населення:
| - 93,9 % — білих - 3,9 % — азіатів - 0,6 % — корінних американців |

До двох чи більше рас належало 1,7 %. Частка іспаномовних становила 2,2 % від усіх жителів.
За віковим діапазоном населення розподілялося таким чином: 25,1 % — особи молодші 18 років, 59,8 % — особи у віці 18—64 років, 15,1 % — особи у віці 65 років та старші. Медіана віку мешканця становила 42,5 року. На 100 осіб жіночої статі у переписній місцевості припадало 110,6 чоловіків;  на 100 жінок у віці від 18 років та старших — 100,0 чоловіків також старших 18 років.
Середній дохід на одне домашнє господарство  становив 34 266 доларів США (медіана — 29 205), а середній дохід на одну сім'ю — 55 424 долари (медіана — 41 094). Медіана доходів становила 18 125 доларів для чоловіків та 23 750 доларів для жінок. За межею бідності перебувало 7,8 % осіб, у тому числі 0,0 % дітей у віці до 18 років та 44,4 % осіб у віці 65 років та старших.
Цивільне працевлаштоване населення становило 57 осіб. Основні галузі зайнятості: виробництво — 33,3 %, будівництво — 21,1 %, роздрібна торгівля — 14,0 %, освіта, охорона здоров'я та соціальна допомога — 12,3 %.